# Trommestik
En trommestik er et lang cylinderformet stykke træ, oftest med et mindre hoved i slagenden, der anvendes til at spille på trommesæt, percussion o.l. Trommestikker findes også i plastik og metal, f.eks. aluminum.